# Mattia Furlani
Mattia Furlani (né le 7 février 2005 à Marino) est un athlète italien spécialiste du saut en longueur.

## Biographie
Il est le fils de Marcello Furlani, sauteur en hauteur ayant notamment franchi 2,27 m en 1985 et de Khaty Seck, sprinteuse italienne d'origine sénégalaise. Sa sœur Erika Furlani pratique également le saut en hauteur.

### Carrière junior
En 2022, Mattia Furlani remporte les médailles d'or du saut en longueur et du saut en hauteur lors des Championnats d'Europe d'athlétisme jeunesse, compétition disputée par les athlètes de moins de 18 ans. Il y frôle son record personnel à la hauteur (2,17 m) avec 2,15 m, et atteint pour la première fois les 8 mètres au saut en longueur en réalisant 8,04 m.
Le 29 janvier 2023 à Stockholm, il établit un nouveau record d'Europe junior du saut en longueur avec 7,99 m. En mai 2023, à Savone, l'Italien établit la marque de 8,44 m mais avec un vent arrière légèrement trop favorable de 2,2 m/s. Le mois suivant à Hengelo, il réalise dans des conditions de vent régulières 8,24 m, marque constituant le nouveau record d'Italie junior. Fin juin à Chorzów, il se classe deuxième des Championnats d'Europe par équipes avec un saut à 7,97 m. Il décroche par la suite la médaille d'or des championnats d'Europe juniors à Jérusalem avec un saut à 8,23 m.

### Premiers podiums internationaux (2024)
Le 17 février 2024 à Ancône, Mattia Furlani remporte les championnats d'Italie en salle, son premier titre national, et améliore son record personnel en le portant à 8,34 m. Quelques jours plus tard lors des championnats du monde en salle à Glasgow, il réalise 8,22 m en finale, même marque que Miltiádis Tedóglou, mais il remporte finalement la médaille d'argent au titre d'un moins bon deuxième essai (8,10 m contre 8,19 m pour le Grec).
Le 15 mai 2024 à Savone, il établit la marque de 8,36 m et améliore d'un centimètre le record du monde junior du saut en longueur qui était détenu depuis 2012 par le Russe Sergey Morgunov. En juin 2024, il devient vice-champion d'Europe à Rome, derrière Miltiádis Tedóglou, en améliorant en finale son propre record du monde junior avec 8,38 m.
Aux Jeux olympiques de Paris il monte sur la 3e marche du podium, derrière Tedóglou et le Jamaïcain Wayne Pinnock.

## Palmarès
| Date | Compétition                    | Lieu      | Résultat | Épreuve          | Marque |
| ---- | ------------------------------ | --------- | -------- | ---------------- | ------ |
| 2022 | Championnats d'Europe cadets   | Jérusalem | 1er      | Saut en hauteur  | 2,15 m |
| 2022 | Championnats d'Europe cadets   | Jérusalem | 1er      | Saut en longueur | 8,04 m |
| 2023 | Jeux européens                 | Chorzów   | 2e       | Saut en longueur | 7,97 m |
| 2023 | Championnats d'Europe juniors  | Jérusalem | 1er      | Saut en longueur | 8,23 m |
| 2024 | Championnats du monde en salle | Glasgow   | 2e       | Saut en longueur | 8,22 m |
| 2024 | Championnats d'Europe          | Rome      | 2e       | Saut en longueur | 8,38 m |
| 2024 | Jeux olympiques                | Paris     | 3e       | Saut en longueur | 8,34 m |
| 2025 | Championnats d'Europe en salle | Apeldoorn | 2e       | Saut en longueur | 8,12 m |
| 2025 | Championnats du monde en salle | Nankin    | 1er      | Saut en longueur | 8,30 m |

## Records
| Épreuve          | Marque         | Lieu | Date        |
| ---------------- | -------------- | ---- | ----------- |
| Saut en longueur | 8,38 m (WU20R) | Rome | 8 juin 2024 |

## Récompenses
- Athlète montant européen de l'année en 2023